# Entremont (Haute-Savoie)
Entremont település Franciaországban, Haute-Savoie megyében. Lakosainak száma 679 fő (2016. január 1.). Entremont La Balme-de-Thuy, Le Grand-Bornand, Le Petit-Bornand-les-Glières, Saint-Jean-de-Sixt, Thônes, Thorens-Glières és Les Villards-sur-Thônes községekkel határos.

## Népesség
A település népességének változása:
| Lakosok száma | 645  | 664  | 679  |
|               | 2013 | 2015 | 2016 |